# Hugues Micol
Hugues Micol (Parijs, 18 maart 1969) is een Franse stripauteur. Na de kunstschool (l'École Supérieure des Arts Graphiques te Parijs) werkte hij zo'n tien jaar in de grafische sector in domeinen als modetekeningen en story-board. Zijn debuut als striptekenaar maakte hij met 3, een tekstloze strip van meer dan 100 pagina's die Hugues Micol op drie maanden tijd maakte. Deze strip werd uitgegeven bij Cornélius. Le chien dans la vallée de Chambara tekende Hugues Micol op eigen scenario. Voor zijn andere strips deed hij beroep op scenaristen, zoals Eric Adam, David B. of Gwen de Bonneval. Micol en de Bonneval wonnen de prix littéraire de l'Acoram (association des officiers de réserve de la Marine Nationale), of prix de la Marine, voor hun historische strip Bonneval Pacha op het Festival d'Ajaccio 2012.

## Werk
- 3 / Séquelles (Cornélius)
- Le chien dans la vallée de Chambara (Futuropolis)
- Les contes du 7ème souffle (scenario Eric Adam) (4 delen, Vents d'Ouest)
- Terre de feu (scenario David B.) (2 delen, Futuropolis)
- D'Artagnan (scenario Eric Adam) (2 delen, Vents d'Ouest)
- Bonneval Pacha (scenario Gwen de Bonneval) (3 delen, Dargaud)

- Bibliothèque nationale de France: cb13344396k (data)
- Gemeinsame Normdatei: 1145312020
- International Standard Name Identifier: 0000 0001 1038 7518
- Library of Congress Control Number: no2018167561
- Nationale Bibliotheek van Tsjechië: xx0221485
- Système universitaire de documentation: 057613419
- Virtual International Authority File: 12453780
- WorldCat: E39PBJvCWyDPPYd8hgqX6k4Xh3